# Automeris oblonga
Automeris oblonga är en fjärilsart som beskrevs av Walker 1855. Automeris oblonga ingår i släktet Automeris och familjen påfågelsspinnare. Inga underarter finns listade i Catalogue of Life.